# Kek
Kek (ili Kuk ili Keku)  je drevno, primordijalno egipatsko božanstvo. To je i bog tame. 

## Stvaranje svemira
Prema mitu oktoada osam je bogova obitavalo u oceanu Nunu. Tamo je bio i bog vode Nun. Kek je imao ženu, Kauket (Keket), a oboje su bili sile tame. Udružili su se s Amonom, Amaunet, Nunom, Naunet, Huhom i Hauhet i stvorili prvi život. Tako su nastali nebo i Zemlja. Amon je ubrzo preuzeo položaj kralja bogova, a svi su primordijalni bogovi obrađivali tlo prve Zemlje. Prije nastanka Zemlje, Kek i njegova žena Kauket su bili bića potpune tame. Ovaj se mit razvio u Hermopolisu.